# Preminado
Preminado — студійний альбом американського джазового піаніста Баррі Гарріса, випущений у 1961 році лейблом Riverside.

## Опис
На цій сесії для лейблу Riverside піаніст Баррі Гарріс грає у форматі тріо з басистом Джо Бенджаміном і ударником Елвіном Джонсом. Серед композицій виділяються сильна версія «My Heart Stood Still», заглавна власна композиція Гарріса і «What Is This Thing Called Love»; окрім цього, Гарріс грає сольно «I Should Care» без акомпанементу.

## Список композицій
1. «My Heart Stood Still» (Лоренц Гарт, Річард Роджерс) — 6:31
2. «Preminado» (Баррі Гарріс) — 5:30
3. «I Should Care» (Семмі Кан, Аксель Стордаль, Пол Вестон) — 3:33
4. «There's No One But You» (Остен Крум-Джонсон, Редд Еванс) — 4:06
5. «One Down» (Баррі Гарріс) — 4:36
6. «It's The Talk Of The Town» (Джеррі Лівінгстон, Ел Дж. Нейбург, Марті Саймс) — 5:03
7. «Play, Carol, Play» (Баррі Гарріс) — 4:11
8. «What Is This Thing Called Love?» (Коул Портер) — 4:05

## Учасники запису
- Баррі Гарріс — фортепіано
- Джо Бенджамін — контрабас (1, 2, 4—8)
- Елвін Джонс — ударні (1, 2, 4—8)

Технічний персонал
- Оррін Кіпньюз — продюсер
- Рей Фаулер — інженер [інженер звукозапису]
- Джек Меттьюз — мастеринг
- Лоуренс Н. Шустак — фотографія
- Кен Дірдофф — дизайн [обкладинка]
- Кріс Альбертсон — текст